# Eneco Clean Beach Cup
De Eneco Clean Beach Cup vindt jaarlijks plaats op de eerste zondag van de lente. Er zijn 26 kustlocaties in België en Nederland. Er zijn ook jaarlijks twee hoofdlocaties.

## Ontstaan
Kristof Bouckaert, stichter en hoofdredacteur van het surfmagazine Swell richtte in 2009 de Swell Clean Beach Cup op. De inspiratie kwam van de Surfrider Foundation, een non-profitorganisatie die een wereldwijde Beach Cleanup organiseert aan het begin van de lente. Hiervoor kwam er uit België weinig enthousiasme en richtte Bouckaert de Swell Clean Beach Cup op. De eerste editie vond echter plaats in 2010.
Vrijwilligers gaan rond op het strand om zwerfafval op te ruimen en het strand zo schoon mogelijk te maken. De badstad met de meeste deelnemers wint uiteindelijk. Sinds 2013 is Eneco een partner  en sinds 2014 heet het Eneco Clean Beach Cup. Sinds 2017 doen Frankrijk en Nederland ook mee. In 2020 werd het evenement geschrapt wegens de Coronapandemie, maar mensen kwamen massaal samen op World Clean Up Day op 19 september.

## Winnaars
- 2010: Surfclub Windekind Oostduinkerke[8]
- 2011: De VVW Outside Oostende[9]
- 2012: Surfclub Windekind Oostduinkerke[10]
- 2013: Surfclub Windekind Oostduinkerke[11]
- 2014: Surfclub Windekind Oostduinkerke[12]
- 2015: VVW Outside Oostende[13]
- 2016: VVW Outside Oostende[14]
- 2017: Surfclub Side Shore Surfers De Panne[15]
- 2018: Surfclub Side Shore Surfers De Panne[16]
- 2019: O’Neill beachclub Blankenberge[17]
- 2020: Geen winnaar[7]
- 2021: Icarus surfclub Zeebrugge[18]
- 2022: Twins Bredene[19]
- 2023: O’Neill beachclub Blankenberge[20]